# Săcele, Călărași
Săcele (în trecut, Brătășani) este un sat în comuna Tămădău Mare din județul Călărași, Muntenia, România.